# Байкова (деревня)
Байкова (Байково, Бойкова) — деревня в Карачевском районе Брянской области, в составе Карачевского городского поселения. 

Расположена в 6 км к юго-западу от города Карачева, в 3 км к западу от посёлка Согласие. Население — 69 человек (2010).

## История
Упоминается с XVII века в составе Подгородного стана Карачевского уезда. Бывшее владение Карачевского Воскресенского монастыря; позднее состояла в приходе села Бережок.
До 1929 года входила в Карачевский уезд (с 1861 — в составе Драгунской волости, с 1925 в Карачевской волости). 
 С 1929 года в Карачевском районе; до 2005 года входила в Бережанский сельсовет.
| Годы      | 1866 | 1887 | 1897 | 1926 | 1979 | 1989 | 2002 | 2010 |
| --------- | ---- | ---- | ---- | ---- | ---- | ---- | ---- | ---- |
| Население | 699  | 784  | 860  | 1109 | 340  | 161  | 109  | 69   |